# Екип за стратегически комуникации с Изтока
Екипът за стратегически комуникации с Изтока (на английски: East StratCom Team) е част от администрацията на Европейския съюз.
Целта на екипа е да провежда проактивна комуникация на политиките и дейностите на Европейския съюз по неговите източни граници (Армения, Азербайджан, Беларус, Грузия, Молдова и Украйна) и отвъд тях (самата Русия). Екипът е създаден след обобщаване на заключенията от срещата на Европейския съвет на 19 и 20 март 2015 г., която подчертава необходимостта от „противопоставяне на нарастващите дезинформационни кампании от страна на Русия.“
Екипът започва работа на 1 септември 2015 г. Член на екипа от българска страна е Иво Инджев.